# Giro del Veneto 1999
Il Giro del Veneto 1999, settantunesima edizione della corsa, si svolse il 28 agosto 1999 su un percorso di 200 km. La vittoria fu appannaggio dell'italiano Davide Rebellin, che completò il percorso in 5h01'25", precedendo i connazionali Francesco Casagrande e Andrea Ferrigato.
Sul traguardo di Padova 76 ciclisti, su 117 partiti dalla medesima località, portarono a termine la competizione.

## Ordine d'arrivo (Top 10)
| Pos. | Corridore            | Squadra                   | Tempo    |
| ---- | -------------------- | ------------------------- | -------- |
| 1    | Davide Rebellin      | Team Polti                | 5h01'25" |
| 2    | Francesco Casagrande | Vini Caldirola-Sidermec   | s.t.     |
| 3    | Andrea Ferrigato     | Ballan-Alessio            | a 45"    |
| 4    | Danilo Di Luca       | Cantina Tollo-Alexia A.   | s.t.     |
| 5    | Christian Gasperoni  | Cantina Tollo-Alexia A.   | s.t.     |
| 6    | Felice Puttini       | Amica Chips-Tacconi Sport | s.t.     |
| 7    | Massimo Podenzana    | Mercatone Uno-Bianchi     | s.t.     |
| 8    | Massimo Donati       | Vini Caldirola-Sidermec   | s.t.     |
| 9    | Marcello Siboni      | Mercatone Uno-Bianchi     | s.t.     |
| 10   | Aleksandr Šefer      | Riso Scotti-Vinavil       | s.t.     |